# Szczotlicha
Szczotlicha (Corynephorus P. Beauv.) – rodzaj roślin należący do rodziny wiechlinowatych. Obejmuje 5 gatunków. Występują one w Europie, krajach basenu Morza Śródziemnego (północna Afryka, Bliski Wschód), na wschodzie sięgając po Iran. W Polsce rośnie jeden – szczotlicha siwa C. canescens. Rośliny te zasiedlają siedliska piaszczyste, w tym wydmy.

## Systematyka
Pozycja systematyczna
Rodzaj z rodziny wiechlinowatych (Poaceae). W obrębie rodziny należy do podrodziny wiechlinowych (Pooideae), plemienia Poeae, podplemienia Airinae.
Wykaz gatunków
- Corynephorus canescens (L.) P.Beauv. – szczotlicha siwa
- Corynephorus deschampsioides Bornm.
- Corynephorus divaricatus (Pourr.) Breistr.
- Corynephorus fasciculatus Boiss. & Reut.
- Corynephorus macrantherus Boiss. & Reut.